# Condado de Tucker
O Condado de Tucker é um dos 55 condados do estado norte-americano da Virgínia Ocidental. A sede do condado é Parsons, que é também a sua maior cidade. O condado tem uma área de 1090 km² (dos quais 5 km² estão cobertos por água), uma população de 7321 habitantes, e uma densidade populacional de 7 hab/km² (segundo o censo nacional de 2000). O condado foi fundado em 1856 e recebeu o seu nome em homenagem a Henry St. George Tucker, Sr. (1780-1843), congressista pelo estado da Virgínia.